# ماساموري توكوياما
ماسامورى توكوياما (هانغل: 홍창수) مواليد 17 سبتمبر 1974 في طوكيو، هو ملاكم كوري جنوبي سابق. حقق بطولة المجلس العالمي للملاكمة.

## إحصائيات
خاض خلال مسيرته 36 نزالا، فاز في 32 وتعادل في 1 وخسر في 3. فاز بالضربة القاضية في 8 نزالا.

## وصلات خارجية
- ماساموري توكوياما على موقع بوكس ريك (الإنجليزية) (registration required)

- الموقع الرسمي